# Yuki Bamba
Yuki Bamba (馬場 悠企 Bamba Yuki, sinh ngày 2 tháng 8 năm 1986) là một cầu thủ bóng đá người Nhật Bản hiện thi đấu cho Lampang tại Thai League 2.

## Danh hiệu
Thai Honda
- Thai Division 1 League: 2016